# Loeselia hintoniorum
Loeselia hintoniorum là một loài thực vật có hoa trong họ Polemoniaceae. Loài này được B.L. Turner mô tả khoa học đầu tiên năm 1994.